# Narzędzia kominiarskie
Narzędzia kominiarskie – podstawowe wyposażenie kominiarza w rejonie kominiarskim.
- Graca kominiarska naramienna (tzw. żelazo) – nosi ją kominiarz przeważnie na lewym ramieniu. Służy ona m.in. do linowania przewodu komina dzięki rowkowi na jej środku. Stosuje się ją również do ługowania, do wybierania sadzy, otwierania wyłazów dachowych.

- Przepychacz (tzw sztolcówka) – służy do czyszczenia górnych otworów wycierowych oraz dolnych, stosuje się go do udrożniania przewodów, czyszczenia różnych kanałów, pieców, kotłów.

- Lina kominiarska (zestaw linowy) – służy do linowania przewodu (czyszczenia kominów) jest to niezbędne narzędzie stosowane przez kominiarzy, można na niej zawieszać różnego rodzaju narzędzia np. bolec, kulę kominiarską.

- Worek kominiarski – jest to worek zakończony przeważnie prostokątną ramką, worek ten stosuje się do wynoszenia sadzy po czyszczeniu, wynoszenia gruzu.

- Kluczyk kominiarski (gwiazdka) narzędzie, które kominiarz nosi przeważnie zawieszone na pasie, służy ono do otwierania drzwiczek wycierowych.

- Lusterko – służy do sprawdzaniu prześwitu w przewodzie kominowym.

- Kamera kominowa – nowoczesne narzędzie służące do sprawdzania przewodu (kominów) od wewnątrz, pomaga one w pracy kominiarzom lokalizując nieszczelności przewodu, oraz do sprawdzenia stanu przewodu od wewnątrz.

- Anemometr – narzędzie służące do sprawdzania i obliczania ciągu kominowego, stosowane też w kontroli wentylacji.